# Evelyn Leland
Evelyn Leland (née vers 1870 et décédée vers 1930) était une astronome américaine des Harvard Computers, un groupe de femmes employées par l'observatoire de l'université Harvard sous la direction d'Edward Charles Pickering.

## Biographie
Connue pour sa contribution à l’étude des spectres stellaires, elle fait partie de 1889 à 1925 de ce groupe d’assistants sous-payés, avec un salaire de départ de 25 centimes de l’heure,,.
Les recherches menées à l'observatoire sur les spectres stellaires ont nécessité l'analyse minutieuse de nombreuses et fragiles plaques de verre sur lesquelles s'imprimait la lumière d'objets célestes lointains. Les observations ont été menées à l'observatoire Boyden à Arequipa, au Pérou, puis envoyées au campus Harvard à Cambridge, dans le Massachusetts,,.
Avec d'autres « calculateurs humains », Leland a mesuré et calculé de manière approfondie la luminosité des spectres stellaires, découvrant de nouvelles étoiles variables et d'autres « objets aux spectres particuliers ». Leland a travaillé à la rédaction d'articles scientifiques avec d'autres collègues de l'observatoire.